# Motor Action FC
Motor Action Football Club w skrócie Motor Action FC – zimbabwejski klub piłkarski grający niegdyś w zimbabwejskiej pierwszej lidze, mający siedzibę w mieście Mutare.

## Sukcesy
- I liga[1]:
  - zwycięstwo (1): 2010

- Zimbabwe Independence Trophy[2]:
  - zwycięstwo (1): 2005

## Występy w afrykańskich pucharach
| Sezon | Rozgrywki           | Runda   | Kraj                     | Klub              | Dom | Wyjazd | Dwumecz      |
| ----- | ------------------- | ------- | ------------------------ | ----------------- | --- | ------ | ------------ |
| 2011  | Liga Mistrzów       | wstępna | Madagaskar               | CNaPS Sport       | 0–1 | 1–0    | 1–1 (k. 4–3) |
| 2011  | Liga Mistrzów       | 1       | Wybrzeże Kości Słoniowej | ASEC Mimosas      | 0–0 | –      | 0–0 (k 2–4)  |
| 2012  | Puchar Konfederacji | wstępna | Południowa Afryka        | Black Leopards FC | 0–2 | 1–1    | 1–3          |

## Stadion
Domowe mecze klub rozgrywa na stadionie o nazwie Sakubva Stadium w Mutare. Stadion może pomieścić 10000 widzów.

## Reprezentanci kraju grający w klubie od 2000 roku
Stan na styczeń 2023.
| - Quincy Antipas - Brian Badza - Passmore Bernard - Charles Chiutsa - Dylan Chivandire - Bernard Donovan - James Jam - Marlon Jani - Allan Johnson - Masimba Mambare - Emmanuel Mandiranga - Tongai Mangwendere - Norman Maroto - Isaac Masame - Clement Matawu - Misheck Mburayi - Musa Mguni | - Reuben Mhlanga - Godfrey Moyo - Kudakwashe Musharu - Ocean Mushure - Walter Musona - Wisdom Mutasa - Sam Mutenheri - Bhekimpilo Ncube - Milton Ncube - Njabulo Ncube - Themba Ndlovu - Norman Njelele - Tawanda Nyamandwe - David Sengu - Charles Sibanda - Conrad Whitby - Dabwitso Nkhoma |